# United States Senate Committee on Health, Education, Labor, and Pensions
Das United States Senate Committee on Health, Education, Labor, and Pensions (HELP) ist ein Ausschuss des US-Senats, der für Gesundheit, Bildung, Arbeit und Renten zuständig ist. Er ist an der Gesetzgebung in den entsprechenden Themenbereichen beteiligt und überwacht die Arbeit der Regierungsbehörden.

## Der Ausschuss im 117. Kongress

### Mitglieder im 117. Kongress (2021–2023)

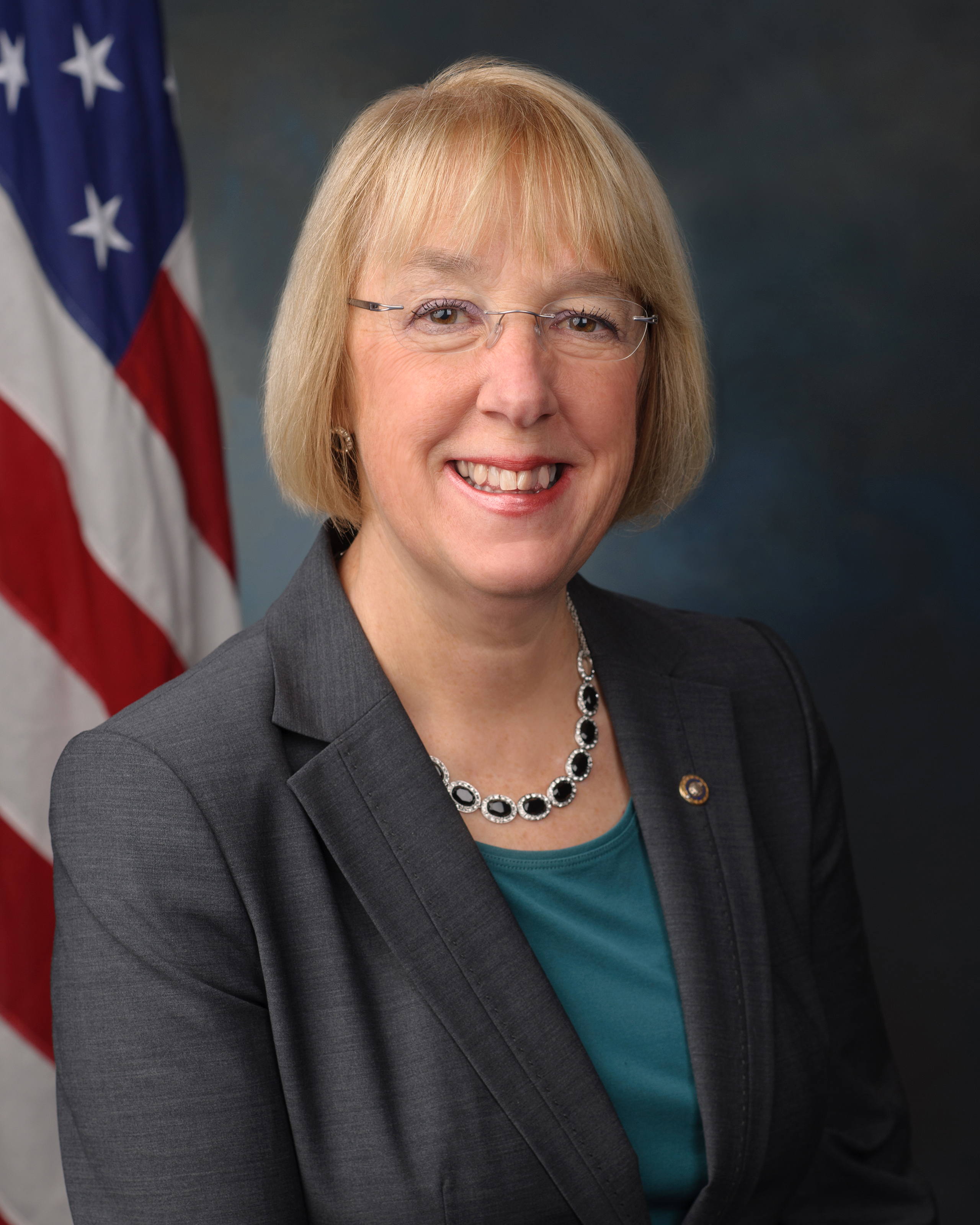
Patty Murray, derzeitige Vorsitzende des Ausschusses

Vorsitzende des Ausschusses ist seit 2021 die Demokratin Patty Murray aus Washington. Ranking Member ist der Republikaner Richard Burr.
| Demokraten | Republikaner |
| --- | --- |
| - Patty Murray, Washington, Vorsitzende - Bernie Sanders, Vermont - Bob Casey, Jr., Pennsylvania - Tammy Baldwin, Wisconsin - Chris Murphy, Connecticut - Tim Kaine, Virginia - Maggie Hassan, New Hampshire - Tina Smith, Minnesota - Jacky Rosen, Nevada - Ben Ray Luján, New Mexico - John Hickenlooper, Colorado | - Richard Burr, North Carolina, Ranking Member - Rand Paul, Kentucky - Susan Collins, Maine - Bill Cassidy, Louisiana - Lisa Murkowski, Alaska - Tim Scott, South Carolina - Mitt Romney, Utah - Mike Braun, Indiana - Roger Marshall, Kansas - Tommy Tuberville, Alabama - Jerry Moran, Kansas |

### Unterausschüsse
| Subcommittee                           | Chair                    | Ranking Member       |
| -------------------------------------- | ------------------------ | -------------------- |
| Children and Families                  | Bob Casey (D-PA)         | Bill Cassidy (R-LA)  |
| Employment and Workplace Safety        | John Hickenlooper (D-CO) | Mike Braun (R-IN)    |
| Primary Health and Retirement Security | Bernie Sanders (I-VT)    | Susan Collins (R-ME) |

## Mitglieder im 115. Kongress

### Republikaner
| Senator                   | Staat          |
| Lamar Alexander, Chairman | Tennessee      |
| Michael B. Enzi           | Wyoming        |
| Richard Burr              | North Carolina |
| Johnny Isakson            | Georgia        |
| Rand Paul                 | Kentucky       |
| Susan M. Collins          | Maine          |
| Bill Cassidy              | Louisiana      |
| Todd Young                | Indiana        |
| Orrin G. Hatch            | Utah           |
| Pat Roberts               | Kansas         |
| Lisa Murkowski            | Alaska         |
| Tim Scott                 | South Carolina |

### Demokraten
| Senator                      | Staat         |
| Patty Murray, Ranking Member | Washington    |
| Bernard Sanders*             | Vermont       |
| Robert P. Casey              | Pennsylvania  |
| Michael F. Bennet            | Colorado      |
| Tammy Baldwin                | Wisconsin     |
| Christopher Murphy           | Connecticut   |
| Elizabeth Warren             | Massachusetts |
| Tim Kaine                    | Virginia      |
| Margaret Wood Hassan         | New Hampshire |
| Tina Smith                   | Minnesota     |
| Doug Jones                   | Alabama       |

* Sanders ist zwar ein unabhängiges Senatsmitglied, gehört aber der Fraktion der Demokraten an.

### Unterausschüsse
- Subcommittee on Children and Families
  - Chairman: Rand Paul
  - Ranking Member: Robert P. Casey
- Subcommittee on Employment and Workplace Safety
  - Chairman: Johnny Isakson
  - Ranking Member: Tammy Baldwin
- Subcommittee on Primary Health and Aging
  - Chairman: Michael B. Enzi
  - Ranking Member: Bernard Sanders

## Ehemalige Vorsitzende

### Education, 1869–1870
- Charles D. Drake (R-MO) 1869–1870

### Education and Labor, 1884–1947
- Frederick A. Sawyer (R-SC) 1870–1873
- James W. Flanagan (R-TX) 1873–1875
- John J. Patterson (R-SC) 1875–1877
- Ambrose Burnside (R-RI) 1877–1879
- James E. Bailey (D-TN) 1879–1881
- Henry W. Blair (R-NH) 1881–1891
- Joseph M. Carey (R-WY) 1891–1893
- James H. Kyle (PO-SD) 1893–1895
- George L. Shoup (R-ID) 1895–1897
- James H. Kyle (PO-SD) 1897–1901
- Louis E. McComas (R-MD) 1901–1905
- Jonathan P. Dolliver (R-IA) 1905–1909
- William Borah (R-ID) 1909–1913
- Hoke Smith (D-GA) 1913–1919
- William Squire Kenyon (R-IA) 1919–1922
- William Borah (R-ID) 1922–1924
- Lawrence C. Phipps (R-CO) 1924–1926
- James J. Couzens (R-MI) 1926–1929
- Jesse H. Metcalf (R-RI) 1929–1933
- David I. Walsh (D-MA) 1933–1937
- Hugo Black (D-AL) 1937
- Elbert D. Thomas (D-UT) 1937–1945
- James Edward Murray (D-MT) 1945–1947

### Labor and Public Welfare, 1947–1977
- Robert A. Taft (R-OH) 1947–1949
- Elbert D. Thomas (D-UT) 1949–1951
- James Edward Murray (D-MT) 1951–1953
- Howard Alexander Smith (R-NJ) 1953–1955
- J. Lister Hill (D-AL) 1955–1969
- Ralph Yarborough (D-TX) 1969–1971
- Harrison A. Williams (D-NJ) 1971–1977

### Human Resources, 1977–1979
- Harrison A. Williams (D-NJ) 1977–1979

### Labor and Human Resources, 1979–1999
- Harrison A. Williams (D-NJ) 1979–1981
- Orrin Hatch (R-UT) 1981–1987
- Edward Kennedy (D-MA) 1987–1995
- Nancy Landon Kassebaum (R-KS) 1995–1997
- Jim Jeffords (R-VT) 1997–1999

### Health, Education, Labor, and Pensions, seit 1999
- Jim Jeffords (R-VT) 1999–2001
- Edward Kennedy (D-MA) 2001
- Jim Jeffords (R-VT) 2001
- Edward Kennedy (D-MA) 2001–2003
- Judd Gregg (R-NH) 2003–2005
- Mike Enzi (R-WY) 2005–2007
- Edward Kennedy (D-MA) 2007–2009
- Tom Harkin (D-IA) 2009–2015
- Lamar Alexander (R-TN) 2015–2021